# Liste der Naturschutzgebiete im Landkreis Mittelsachsen
Im Landkreis Mittelsachsen gibt es 16 Naturschutzgebiete (Stand März 2017).
| Name des Gebietes                 | Bild           | Kennung | WDPA      | Landkreis / Stadt                                                   | Beschreibung / Bemerkungen | Standort | Fläche in Hektar | Datum der Verordnung |
| --------------------------------- | -------------- | ------- | --------- | ------------------------------------------------------------------- | -------------------------- | -------- | ---------------- | -------------------- |
| Alte Halde - Dolomitgebiet Ostrau |                | C 97    | 389572    | Landkreis Mittelsachsen                                             |                            | Position | 26,5             | 2007                 |
| Am Schusterstein                  | weitere Bilder | C 54    | 162183    | Landkreis Mittelsachsen, Chemnitz                                   |                            | Position | 13,32            | 1990                 |
| Aschbachtal                       | weitere Bilder | C 60    | 162247    | Landkreis Mittelsachsen                                             |                            | Position | 682              | 1988                 |
| Eichberg                          | weitere Bilder | C 94    | 389586    | Landkreis Mittelsachsen                                             |                            | Position | 17,39            | 2009                 |
| Gimmlitztal                       | weitere Bilder | C 102   | 555595846 | Landkreis Mittelsachsen, Landkreis Sächsische Schweiz-Osterzgebirge |                            | Position | 257,8            | 2015                 |
| Großhartmannsdorfer Großteich     | weitere Bilder | C 02    | 14521     | Landkreis Mittelsachsen                                             |                            | Position | 155              | 1997                 |
| Hochweitzschener Wald             |                | C 92    | 389602    | Landkreis Mittelsachsen                                             |                            | Position | 19,24            | 1978                 |
| Kirstenmühle-Schanzenbachtal      | weitere Bilder | C 93    | 389615    | Landkreis Mittelsachsen, Landkreis Leipzig                          |                            | Position | 277              | 1961                 |
| Maylust                           |                | C 95    | 389623    | Landkreis Mittelsachsen                                             |                            | Position | 26,98            | 2008                 |
| Sandberg Wiederau und Klinkholz   | weitere Bilder | C 79    | 165301    | Landkreis Mittelsachsen                                             |                            | Position | 60               | 1992                 |
| Sandgrube Penna                   |                | C 82    | 165315    | Landkreis Mittelsachsen                                             |                            | Position | 91,7             | 1992                 |
| Scheergrund                       |                | C 91    | 389971    | Landkreis Mittelsachsen                                             |                            | Position | 58,05            | 2009                 |
| Staupenbachtal                    |                | C 96    | 389977    | Landkreis Mittelsachsen                                             |                            | Position | 11,52            | 2007                 |
| Trostgrund                        |                | C 51    | 165966    | Landkreis Mittelsachsen                                             |                            | Position | 26,09            | 1987                 |
| Um die Rochsburg                  | weitere Bilder | C 01    | 14520     | Landkreis Mittelsachsen                                             |                            | Position | 259,6            | 1961, 2019           |
| Zschopautalhänge bei Lichtenwalde |                | C 55    | 166428    | Landkreis Mittelsachsen                                             |                            | Position | 34,25            | 1985                 |